# 沧州银行
沧州银行股份有限公司，簡稱沧州银行，总部位于中国河北省沧州市，成立于1998年9月18日，名称最初为沧州市商业银行，或者沧州市商業銀行股份有限公司，属地方性城市商业银行。2009年，更名为沧州银行，并启用新行标，現時有9家域外分行，118家分支機構。

## 争议事件
2023年10月，因应恒大集团陷入违法犯罪风波，网络上出现了“恒大所欠银行贷款明细列表”。而“列入列表”的沧州银行发布了一份《关于网传我行恒大贷款情况的澄清公告》，称上述列表所涉沧州银行贷款数据严重失实，该行向恒大及其关联企业贷款金额为3.46亿元，低于此前网上流传的列表数值。但官方公告仍无法阻挡民众擠兌潮，直到9日晚間仍有許多民眾排隊取款。翌日上午，沧州市运河区人民政府办公室在银行门口张贴公告，强调“针对网上涉及沧州银行的虚假信息，请广大金融消费者认真辨别，不信谣，不传谣”，同时银行存取业务一切正常。

## 外部連結
- 官方网站